# Mond (Astrologie)

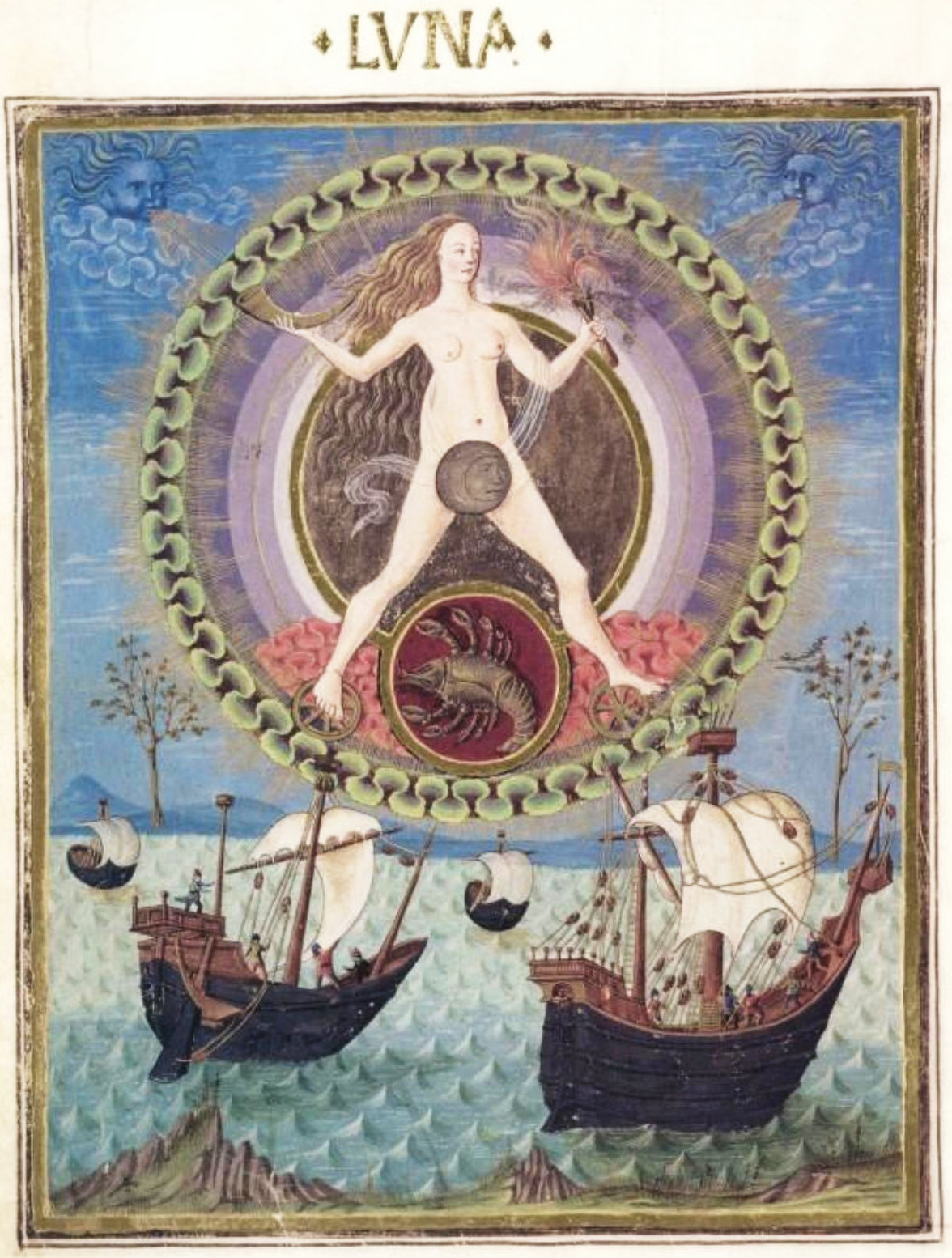
Der Mond in der illuminierten Handschrift De Sphaerae (ca. 1470)

Der Mond ist im geozentrischen Weltbild der westlichen Astrologie einer der klassischen sieben Planeten. Das astrologische Symbol ist ☾ (Unicode U+263E). Der Mond bewegt sich während eines tropischen Monats von rund 27,3 Tagen einmal durch den Tierkreis und wird daher zu jedem anderen Planeten je einmal in Konjunktion und einmal in Opposition stehen, die anderen Aspekte werden sogar je zweimal eingenommen. In Konjunktion zur Sonne ist Neumond, in Opposition Vollmond und im ersten und letzten Viertel steht der Mond im Quadrat zur Sonne. Da während eines Umlaufs die Erde sich um die Sonne bzw. die Sonne sich (scheinbar) durch den Tierkreis bewegt, ist der synodische Monat, die Dauer einer Lunation von einem Neumond zum nächsten, mit im Mittel 29,53 Tagen deutlich länger als der tropische Monat (Mond und Sonne bewegen sich beide im Tierkreis gegen den Uhrzeigersinn und der Mond muss die inzwischen weitergewanderte Sonne „einholen“).
Während seines Umlaufs übt er auf die Erde und auf das irdische Leben erhebliche Wirkung aus. Bekannt ist der tägliche Wechsel der Gezeiten mit Flut jeweils bei oberer oder unterer Kulmination des Mondes, damit verbunden die Beeinflussung verschiedener Zyklen in marinen Ökosystemen, bekannt ist das durch bestimmte Mondphasen gesteuerte Massenablaichen mancher Korallenarten. Der Phasenwechsel hat starken Einfluss auf die Nachtaktivität vieler Tierarten und beeinflusst auch die Navigation von Vögeln und Insekten.
Angenommene Einflüsse des Mondes auf Menschen, Tiere und Pflanzen bilden die Grundlage für Mondkalender (Lunare), eine Textsorte, die schon im Altertum in Mesopotamien (siehe Enuma Anu Enlil) und Ägypten belegt ist. Wissenschaftlich nachgewiesen konnten Einflüsse von Mondphase und Aussaatzeit oder Erntezeit (Mondholz) auf Ernteerträge oder der Einfluss des Vollmonds auf psychisches Befinden und Schlafstörungen nicht. Einschlägige Berichte bleiben anekdotisch.
Eine Einteilung der Ekliptik in 27 oder 28 Mondhäuser entsprechend dem Mondmonat spielt in manchen außereuropäischen Formen der Astrologie, zum Beispiel der indischen und tibetischen Astrologie, eine wichtige Rolle.
In der Astrologie sind mit dem Mond auch drei sensitive Punkte verknüpft, nämlich der aufsteigende und der absteigende Mondknoten (Symbol: ☊ bzw. ☋), sowie Lilith (Symbol: ⚸), der erdnächste Punkt des Mondbahn. Wenn der Mond sich an einem der Knoten befindet, kann bei einer gleichzeitigen Konjunktion mit der Sonne eine Sonnenfinsternis eintreten, bei gleichzeitiger Opposition zur Sonne eine Mondfinsternis.
In der Antike wurde der Mond von den Griechen mit Selene, aber auch mit Artemis identifiziert. Die Entsprechung bei den Römern war Luna bzw. Diana. Diese Identifikationen prägten auch die astrologische Ikonografie in Mittelalter und früher Neuzeit.

## Zuordnungen

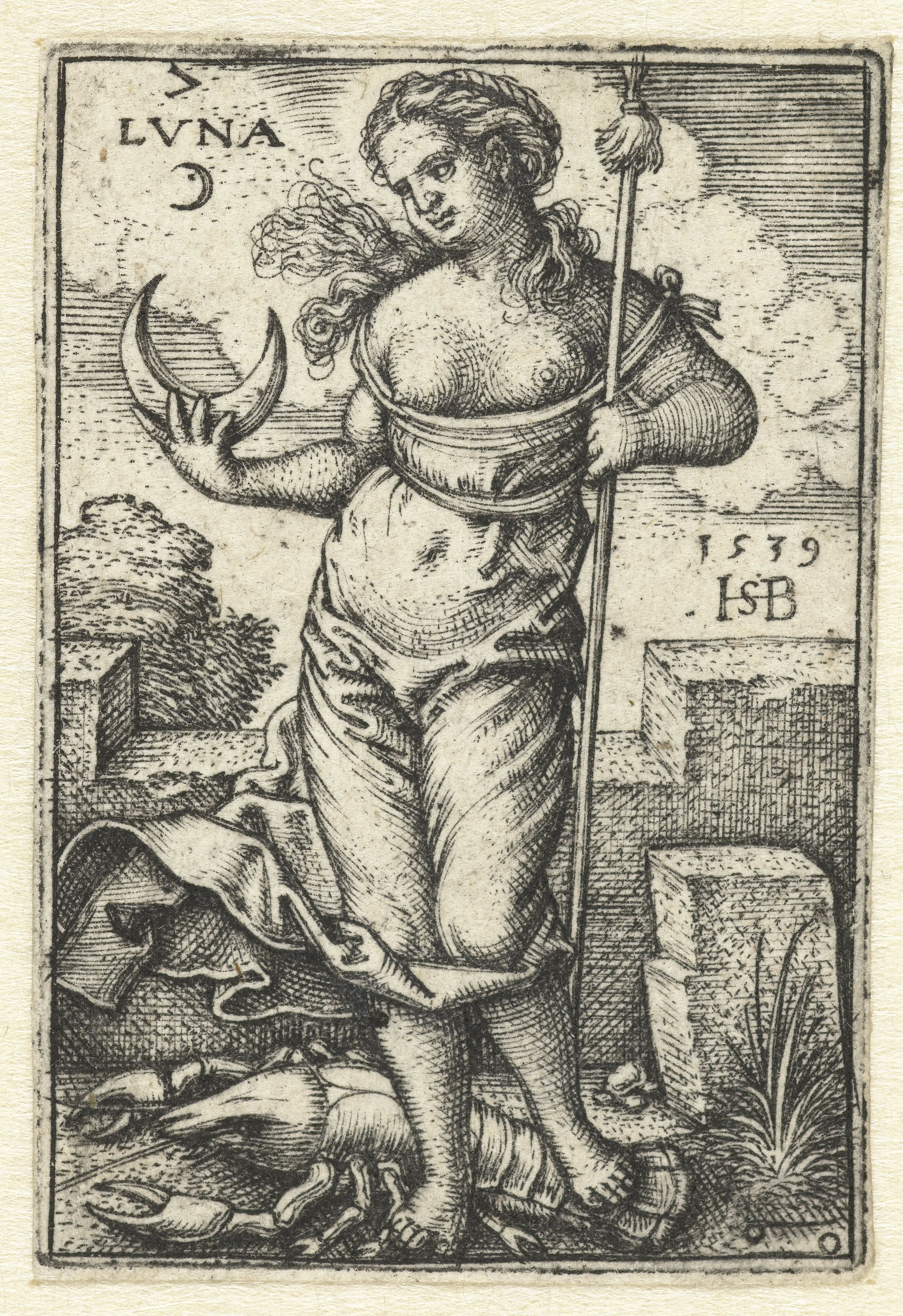
Der Mond auf einem Druck von Hans Sebald Beham (1539). Die Zahl 7 links oben (in alter Schreibweise) entspricht der Position des Mondes in der Chaldäischen Reihe.

Nach dem Tetrabiblos des Ptolemäus ist der Mond:
- Zeichenherrscher im Krebs und im gegenüberliegenden Steinbock im Exil.
- Häuserherrscher im 4. Haus.
- Der Mond ist auf 3° Stier exaltiert und auf 3° Skorpion im Fall.
- Die melothesisch dem Mond entsprechenden Körperteile sind Magen, Bauch, Gebärmutter und linke Körperhälfte. Der entsprechende  Sinn ist das Schmecken.[1]

Weiterhin ist der Mond:
- Tagesherrscher am Montag.
- Jahresherrscher in Jahren, deren Jahreszahl bei Division durch 7 den Rest 4 ergibt, also zum Beispiel 2027.

Der Mond gilt als weiblicher Planet. In der Chaldäischen Reihe steht er an 7. Stelle.
Das Metall des Mondes ist das Silber.

## Deutung

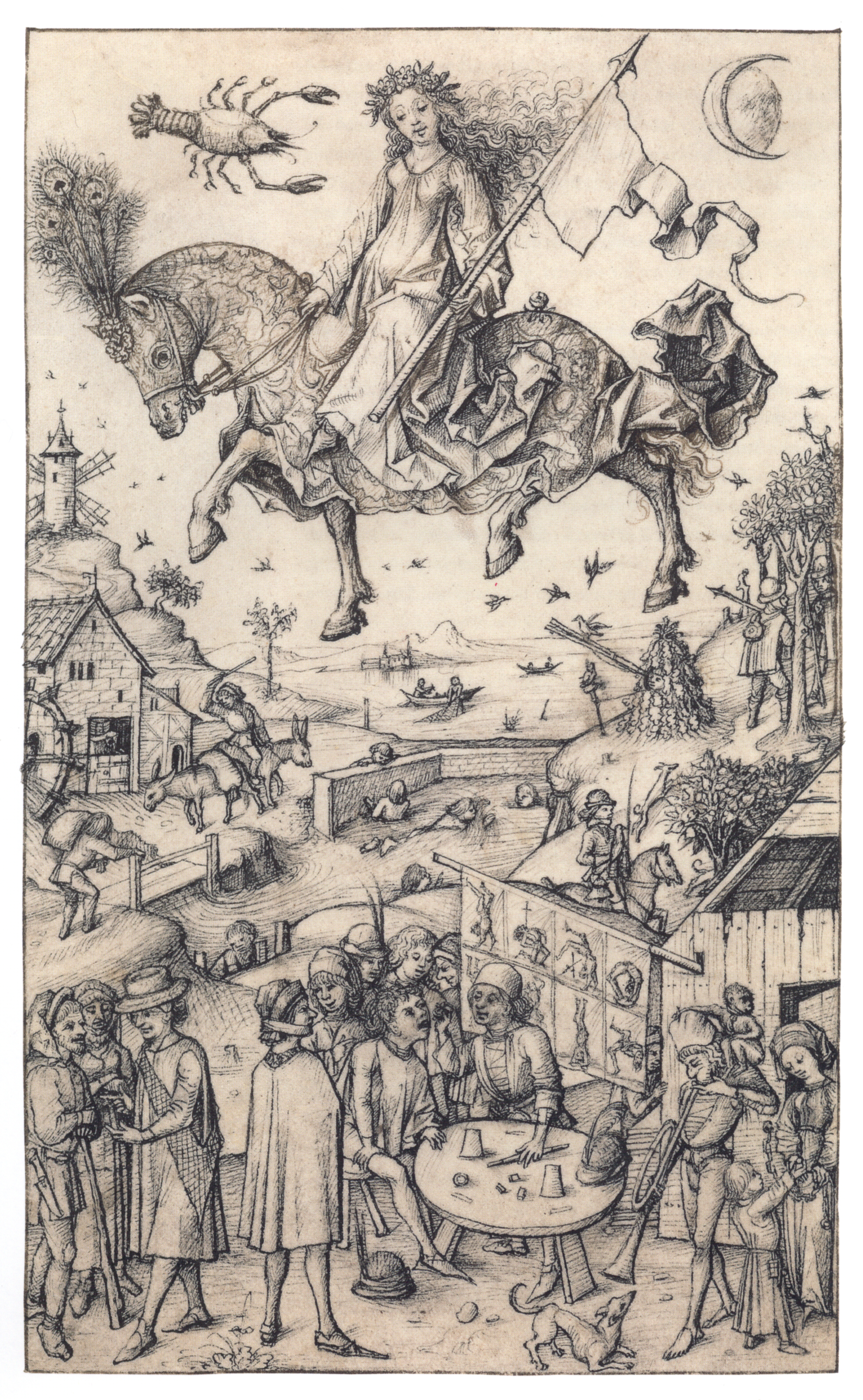
Planetenkinder des Mondes (Mittelalterliches Hausbuch von Schloss Wolfegg, nach 1480)

William Lilly zufolge gilt für eine Person unter einem günstig gestellten Mond: 

„Jemand von gelassener Artung, ein sanftes, zartes Wesen, ein Liebhaber aller ehrbaren und sinnreichen Wissenschaften, einer, der stets Neues sucht und sich daran erfreut, von Natur dazu neigend, den Wohnort zu wechseln, unbeständig, sich nur um Hier und Jetzt kümmernd, ängstlich, leicht zu vertreiben und leicht zu erschrecken, es jedoch liebend, in Frieden und frei von den Sorgen des Lebens zu leben; als Handwerker erlernt er viele Berufe und wird sich in vielen Gewerbezweigen versuchen.“

Bei einem ungünstig gestellten Mond ist es dagegen:

„Ein Vagabund, ein Müßiggänger, der die Arbeit hasst, ein Trunkenbold, ein Säufer, einer ohne Geist und Verstand, der gerne bettelarm und sorglos lebt, einer, der in keinem Zustand des Lebens zufrieden ist, weder im Guten noch im Schlechten.“

Die folgende Zusammenstellung von Stichworten zu verschiedenen Deutungsaspekten folgt Herbert von Klöckler. Dabei beziehen sich „stark“/„schwach“ und „harmonisch“/„disharmonisch“ auf die Stellung des Mondes in den Zeichen bzw. seine Aspektierung.:
| stark und harmonisch                                           | stark und disharmonisch              | schwach, evtl. disharmonisch         |
| Naturprinzip: Kälte und Feuchtigkeit                           | Naturprinzip: Kälte und Feuchtigkeit | Naturprinzip: Kälte und Feuchtigkeit |
| -------------------------------------------------------------- | ------------------------------------ | ------------------------------------ |
| Kühle                                                          | Kälte                                | Wärme                                |
| Feuchtigkeit                                                   | Nässe                                | Trockenheit                          |
| biologisch: Flüssigkeitshaushalt, Fortpflanzung, Fruchtbarkeit |                                      |                                      |
| Sekretion                                                      | Hypersekretion                       | Sekretionsmangel                     |
| Flüssigkeit normal                                             | Flüssigkeitsansammlung               | Stockung                             |
| Gleichgewicht                                                  | Hypertrophie (Quellung)              | Atrophie (Schrumpfung)               |
| organisch: Kleinhirn                                           |                                      |                                      |
| psychologisch: Un(ter)bewusstes                                |                                      |                                      |
| Gedächtnis                                                     | Fixierung an das Gedächtnis          | Gedächtnisschwäche                   |
| Formensinn                                                     | äußere Form überbewertet             | Mangel an Formensinn                 |
| Verdrängung                                                    | Verdrängungsstümperei                | Hemmungslosigkeit                    |
| Beweglichkeit                                                  | Manie                                | Depression                           |
| Mütterlichkeit, Mutterliebe                                    | überbetonte Mütterlichkeit           | Mütterlichkeit unterbetont           |
| Temperament: zykloid-phlegmatisch                              |                                      |                                      |

Bildet der Mond beim Durchqueren eines Tierkreiszeichens keinen der Hauptaspekte, so spricht man von einer Mondpause. Mondpausen gelten als eher ungünstig und schwächen den Mond.